# 低危
低危（lower risk）為1994年啟用的2.3版《IUCN 紅色名錄》中的等級，在2001年啟用的3.1版名錄中被取消。低危的物種不列入绝灭或瀕危物種，不過有可能因為自然環境或人類活動的變化，使其變成瀕危物種，甚至绝灭。低危包含依賴保育，近危和無危。